# Hinvi
Hinvi è un arrondissement del Benin situato nella città di Allada (dipartimento dell'Atlantico) con 4.412 abitanti (dato 2006).